# Friedrich-Horst Schulz
Friedrich-Horst Schulz (* 1. Januar 1915 in Bad Lausick; † 19. September 1982 in Ost-Berlin) war ein deutscher Internist, Gerontologe und Hochschullehrer.

## Leben und Werk
Nach dem Schulbesuch  studierte er Medizin und promovierte 1941 an der Universitätsklinik Leipzig zum Dr. med. Nach seiner Habilitierung 1951 wurde er Dozent an der Universität Leipzig, wo er 1955 zum außerplanmäßigen Professor ernannt wurde. 1958 wechselte er als Professor mit Lehrstuhl an die Humboldt-Universität zu Berlin. Gleichzeitig wurde er Direktor der I. Medizinischen Universitätsklinik der Charité. Er war u. a. spezialisiert auf Bluteiweißforschung.

## Schriften (Auswahl)
- Schwangerschafts-Pyelitis. Leipzig 1941.
- Das Fibrinogen. Leipzig 1953.
- (mit Johannes Knobloch): Menstruation und innere Medizin. Leipzig 1954.
- (mit Josef Nöcker): Ernährung im Alter. Darmstadt 1961.
- (Mitautor): Grundlagen und Klinik innerer Erkrankungen – Ein Lehrbuch für Studierende und Ärzte in 3 Bänden. Thieme, Berlin 1975.